# اتین دوم، کنت بلوآ
استفان دوم، کنت بلوآ (به فرانسوی: Étienne II de Blois) (ح. ۱۰۴۵ میلادی - ۱۹ مه ۱۱۰۲ میلادی)، کنت بلوآ و شارتر و یکی از رهبران نیروهای صلیبی فرانسوی در جریان جنگ صلیبی اول بود.